# Sleparsko sonce
Sleparsko sonce (rusko Утомлённые солнцем) je rusko-francoski dramski film iz 1994, ki ga je režiral Nikita Mihalkov in zanj napisal scenarij skupaj z Rustamom Ibragimbekovom. V filmu je tudi odigral eno od glavnih vlog, ob njem nastopajo še Oleg Menšikov, Ingeborga Dapkunaite in Nadežda Mihalkova, ki je režiserjeva hči. Zgodba prikazuje višjega častnika Rdeče armade Dimitrija (Menšikov) in njegove družine v času velike čiste ob koncu 1930-tih let v stalinistični Sovjetski zvezi.
Film je bil premierno prikazan 21. maja 1994 na Filmskem festivalu v Cannesu, kjer je osvojil veliko nagrado žirije (Grand Prix) in nagrado ekumenske žirije. Izkazal se je z dobro gledanostjo v Rusiji, kjer je bil premierno prikazan 2. novembra 1994, ob izdaji na videokaseti pa je bil najbolj prodajani film v Rusiji kar 48 tednov zapored. Naletel je tudi na dobre ocene kritikov v ZDA. Na 67. podelitvi je bil kot prvi ruski film nagrajen z oskarjem za najboljši tujejezični film. Nominiran je bil za nagrado BAFTA in avstralsko filmsko nagrado za najboljši tujejezični film, osvojil pa je državno nagrado Ruske federacije. Mihalkov je leta 2010 režiral tudi nadaljevanje filma Sleparsko sonce 2, v katerem je ponovil svojo vlogi Kotova, ponovno sta nastopila tudi Menšikov in Mihalkova.

## Vloge
- Oleg Menšikov kot Dimitrij (»Mitja«)
- Nikita Mihalkov kot komdiv Sergej Petrovič Kotov
- Ingeborga Dapkunaite kot Maroussia
- Nadežda Mihalkova kot Nadja
- André Oumansky kot Philippe
- Vjačeslav Tihonov kot Vsevolod
- Svetlana Krjučkova kot Mohova
- Vladimir Iljin kot Kirik
- Alla Kazanska kot Lidija Stepanovna
- Nina Arhipova kot Jelena Mihaklovna
- Avangard Leontjev kot Chauffeur
- Inna Ulyanova kot Olga Nikolajevna
- Ljubov Rudneva kot Ljuba
- Vladimir Rjabov kot oficir NKVD
- Vladimir Belousov kot NKVD-jevec